# Gertrudiskapelle (Bonn)

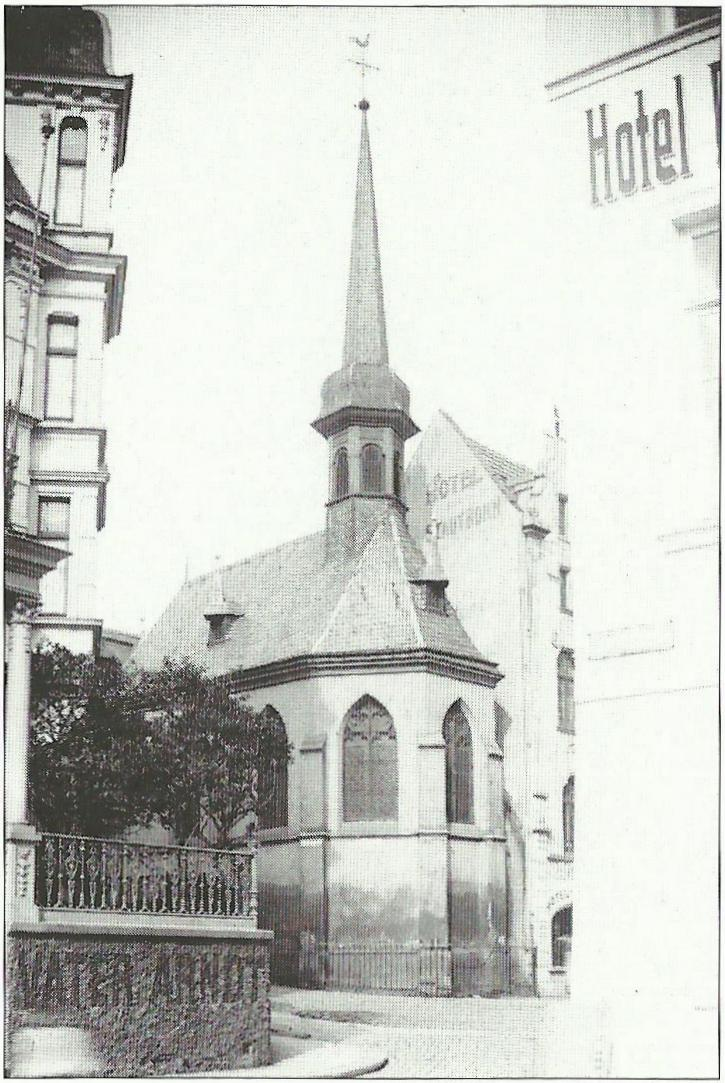
Gertrudiskapelle (um 1890)

Die Gertrudiskapelle war eine spätgotische Kapelle in Bonn, die im Zweiten Weltkrieg 1944 schwer beschädigt und nach Kriegsende abgeräumt wurde. Sie befand sich am Rheinufer im sogenannten Rheinviertel südlich der später erbauten Rheinbrücke.

## Geschichte
Südlich der 1896–98 erbauten Rheinbrücke (Vorgängerbau der heutigen Kennedybrücke) bis zum Alten Zoll erstreckte sich das Rheinviertel, die ursprüngliche Altstadt von Bonn.
Als Mittelpunkt des Rheinviertels galt die am unteren Ende der Giergasse unmittelbar am Rheinufer gelegene spätgotische Gertrudiskapelle, ein einschiffiger schiefergedeckter Saalbau mit dreiseitigem Chorabschluss und sechsseitigem Dachreiter mit geschweifter Haube.
Erstmals 1258 erwähnt, der hl. Gertrud von Nivelles geweiht und um 1450 neuerrichtet, wurde sie im Zuge der Belagerung von Bonn (1689) zerstört und 1699 wiederaufgebaut.
Das Rheinviertel wurde beim Bombardement von Bonn am 18. Oktober 1944 schwer beschädigt. Nach Kriegsende entschied man sich, das gesamte Gelände des Brassertufers um zwei Meter höher zu legen:46:50 und komplett neu zu bebauen.
Die oft noch mit ihren Außenwänden erhaltenen Ruinen der zerstörten Gebäude – darunter auch die Gertrudiskapelle:48:30 – wurden bis Mitte der 1950er-Jahre abgetragen oder zugeschüttet.
2010 wurden im Rahmen von Baumaßnahmen die Fundamente der Kapelle noch einmal freigelegt und dann endgültig zerstört. Auf Initiative des Bonner Künstlers Curt Delander erinnern an die Gertrudiskapelle ein Bildstock und eine Gedenkstätte im Frauenmuseum Bonn.